# Proasellus micropectinatus
Proasellus micropectinatus is een pissebed uit de familie Asellidae. De wetenschappelijke naam van de soort is voor het eerst geldig gepubliceerd in 1990 door Baratti & Messana.